# Saskőszékely
Koordináták: é. sz. 48° 29′ 49″, k. h. 18° 55′ 37″48.496872°N 18.926956°E
Saskőszékely (1890-ig Zsakil, szlovákul: Žakýl) Teplafőszékely településrésze, korábban önálló falu Szlovákiában, a Besztercebányai kerületben, a Selmecbányai járásban.

## Fekvése
Selmecbányától 5 km-re északra, Teplafőtől 0,5 km-re keletre fekszik. Egyike Teplafőszékely két kataszteri területének, területe 9,6423 km² (1921-ben még 9,88 km² volt).

## Története
1388-ban „Zekel" néven említik először. Neve arra utal, hogy egykor székely határőrök települése volt. Saskő várának uradalmához tartozott. A 17. század végén a bányakamaráé lett. 1601-ben 42 háza állt. 1715-ben 14 volt az adózók száma. 1828-ban 38 házában 255 lakos élt.
Vályi András szerint  „ZAKIL. Tót falu Bars Várm. földes Ura a’ Királyi Kamara, lakosai katolikusok, fekszik Teplához nem meszsze; határja meglehetős."
Fényes Elek szerint  „Zakély, Bars m. tót falu, Selmeczhez 1 mfld., hegyek közt: 255 kath. lak. F. u. a kamara."
Bars vármegye monográfiája szerint  „Sekély, a selmeczbányai hegyek alatt fekvő tót kisközség, 351 róm. kath. vallású lakossal. Hajdan a saskői uradalomhoz tartozott és Zakil, Zakély és Zekély nevek alatt volt említve. Mostani birtokosa az erdőkincstár. Temploma nincs a községnek. Postája, távirója és vasúti állomása Bélabánya."
1910-ben 361, túlnyomórészt szlovák lakosa volt. A trianoni békeszerződésig Bars vármegye Garamszentkereszti járásához tartozott.
1964-ben Teplafővel egyesítették Podhorie néven.

## Külső hivatkozások
- E-obce.sk[halott link]